# Малая Лобца
Малая Ло́бца — река (ручей) в России, правый приток Большой Лобцы.
Исток реки расположен в районе деревни Мазлово городского округа Лотошино Московской области, севернее русла реки Руссы. Впадает в Большую Лобцу юго-западнее деревни Зинцово Калининского района Тверской области. Длина — 12 км.
По данным Государственного водного реестра России, относится к Верхневолжскому бассейновому округу. Речной бассейн — (Верхняя) Волга до Куйбышевского водохранилища (без бассейна Оки), речной подбассейн — бассейны притоков (Верхней) Волги до Рыбинского водохранилища, водохозяйственный участок — Волга от города Твери до Иваньковского гидроузла (Иваньковское водохранилище).